# Regiunea Mandoul
Regiunea Mandoul este una dintre cele 22 unități administrativ-teritoriale de gradul I ale statului Ciad. Reședința sa este orașul Koumra.